# B.E.A.T. Records
B.E.A.T. Records – polskie wydawnictwo muzyczne, działające w latach 1996-1998, które zajmowało się również organizacją wydarzeń muzycznych, m.in. koncertu Rap Day z udziałem Run-D.M.C., konkursu Super MC w klubie Stodoła czy cyklicznych imprez w klubie Remont.
Wytwórnia powstała z inicjatywny DJ Volta, Bartłomieja Sosnowskiego, Bogdana Wicińskiego oraz Hirka Wrony (jako ukrytego inwestora) w czerwcu 1996 po spotkaniu w Akwarium Jazz Club. Była pierwszą wytwórnią w Warszawie związaną z kulturą hip-hopową i skupiała muzyków związanych z audycją Kolorszok. W styczniu 1997 r. B.E.A.T. Records nabyło osobowość prawną. Wydawnictwo zakończyło działalność w listopadzie 1998. Imbierowicz odszedł z B.E.A.T. Records z powodu niezadowolenia ze współpracy wydawnictwa z Pomatonem i rozpoczął współpracę z wytwórnią R.R.X.. Wiciński założył firmę produkującą oprogramowanie – Manta. Sosnowski zaczął pracę w agencji reklamowej.
Nakładem B.E.A.T. Records ukazała się kompilacja Smak B.E.A.T. Records (1997; 10 tys. sprzedanych egzemplarzy, z których zysk nie pokrył kosztów produkcji), pierwszy album Mistic Molesty – Skandal (1998; 10 tys. sprzedanych egzemplarzy do czasu rozwiązania wytwórni) oraz album Lek zespołu Thinkadelic (1998; 3 tys. sprzedanych egzemplarzy), a także kilka singli Molesty i Thinkadelic.